# Dichomeris simulata
Dichomeris simulata is een vlinder uit de familie van de tastermotten (Gelechiidae). De wetenschappelijke naam van de soort is voor het eerst geldig gepubliceerd in 1986 door Ronald Hodges.

## Type
- holotype: "male, 28.V.1970, A. & M.E. Blanchard. USNM Genitalia Slide No. 12309"
- instituut: USNM
- typelocatie: "USA, Texas, Hemphill Co., Canadian"[3]